# Lúa dại lá hẹp
Lúa dại lá hẹp (danh pháp: Leersia angustifolia) là một loài thực vật có hoa trong họ Hòa thảo. Loài này được Prodoehl mô tả khoa học đầu tiên năm 1922.